# باشگاه فوتبال دارفو بواریو
باشگاه فوتبال دارفو بواریو (انگلیسی: US Darfo Boario SSD) یک باشگاه فوتبال مستقر در دارفو بواریو ترمه، ایتالیا است که در حال حاضر در سری دی، چهارمین رده لیگ فوتبال در این کشور به رقابت می‌پردازد.